# Vụ nổ tại Thiên Tân 2015

Bản đồ cảng Thiên Tân

Vào ngày 12 tháng 8 năm 2015, một vụ nổ lớn bao gồm 2 vụ nổ cách nhau 30 giây, xảy ra tại một kho chứa hàng ở Tân Hải Thiên Tân, Trung Quốc. Hiện chưa rõ nguyên nhân của vụ nổ, nhưng theo báo cáo ban đầu là một tai nạn công nghiệp. Phương tiện truyền thông Trung Quốc nói rằng ít nhất vụ nổ ban đầu là do các vật liệu độc hại chưa rõ nguồn gốc chứa trong container tại một nhà kho nhà máy thuộc sở hữu của Công ty Tiếp vận quốc tế Thụy Hải (tiếng Trung: 瑞海物流), một công ty được chính phủ phê duyệt chuyên xử lý "hàng hóa nguy hiểm".

## Chi tiết

### Nguyên nhân
Nguyên nhân của vụ nổ này được điều tra với một thời gian dài. Một container chứa nitrocellulose khô bị tăng nhiệt độ đến quá mức làm nitrocellulose nổ.

### Mức độ
Nhân chứng nói mặt đất rung chuyển ở xa nhiều cây số cách nơi xảy ra vụ nổ và chấn động được cơ quan Khảo sát địa lý của Hoa Kỳ tại Bắc Kinh cách đó 160 km ghi nhận như một địa chấn. Trung tâm Mạng lưới Động đất Trung Quốc nói mức độ rung chuyển của vụ nổ thứ nhất tương đương với việc kích hoạt 3 tấn thuốc nổ TNT, trong khi vụ nổ thứ hai tương đương với khoảng 21 tấn thuốc nổ. 36 tiếng đồng hồ sau tai nạn, lửa vẫn tiếp tục cháy tại hiện trường hai vụ nổ lớn ở Thiên Tân. Hiện vẫn chưa rõ nguyên nhân gây ra vụ nổ.

## Ảnh hưởng
Vụ nổ đã tàn phá một số lượng lớn hàng hóa được chứa ở các kho tại và quanh cảng ở Quận Tân Hải. Một khu đậu xe hơi chứa vài ngàn chiếc xe đã bốc cháy hoàn toàn.
Tờ Tin tức Bắc Kinh hôm thứ Bảy nói rằng tất cả mọi người trong khu vực bán kính 3 kilômét quanh nhà kho xảy ra cháy nổ bắt buộc phải di tản khỏi khu vực do nguy cơ môi trường có thể bị nhiễm độc hóa chất. Xyanua natri, một độc chất có thể gây tử vong, được phát hiện tại phía đông của hiện trường, theo lời của cảnh sát được nhật báo này trích đăng. 700 tấn natri xyanua được lưu trữ tại kho hàng này, gấp 70 lần so với giới hạn luật pháp cho phép.,
Tính tới ngày 15 tháng 8, hơn 6000 người dân đã phải di tản, ngủ qua đêm ở các khu nhà dã chiến. Khoảng 17.000 căn hộ bị hư hại vì vụ nổ.
Ngân hàng Credit Suisse ước tính thiệt hại do vụ nổ ở Thiên Tân có thể lên đến 1-1,5 tỷ USD. Nhưng tổ chức xếp hạng tín nhiệm Fitch cho rằng, con số thực tế có thể cao hơn nhiều. Các hãng bảo hiểm Trung Quốc có thể sẽ phải chi trả những khoản bảo hiểm khổng lồ cho nhiều công ty bị thiệt hại tài sản hoặc phải ngừng sản xuất do ảnh hưởng của vụ nổ.

## Truyền thông
50 trang mạng bị phạt, bởi vì đã công bố tin đồn hay những tin tức chưa được chứng nhận. Các trang mạng cũng bị phạt, vì đã để cho người sử dụng loan truyền những tin đồn không có bằng chứng. Chính phủ đã ra lệnh đóng cửa vĩnh viễn 18 trang, 32 trang mạng bị đóng một tháng. Trên 360 tài khoản Weibo và WeChat mà loan truyền tin đồn đã bị "trừng phạt theo luật"; 160 bị khóa vĩnh viễn và phần còn lại (trên 200) tạm thời.
Cơ quan kiểm soát internet, theo như thông tấn xã Xinhua, sẽ truy dò những hành xử này và xử phạt không thương tiếc.

## Điều tra
Báo chí nhà nước Trung Quốc cho biết, lãnh đạo công ty sở hữu nhà kho chứa hóa chất, nơi xảy ra vụ nổ chấn động thành phố cảng Thiên Tân, đã dùng quan hệ để được cấp phép an toàn môi trường và cháy nổ. Một số các lãnh đạo của công ty đang bị cảnh sát tạm giam, trong đó có 2 cổ đông lớn nhất của công ty này là Đổng Xã Hiên và Du Học Vĩ .Nhờ thế lực của cha, Đổng Bồi Quân, cựu giám đốc cơ quan công an TP Thiên Tân, Đổng Xã Hiên có quan hệ "tốt" với cơ quan công an và giới chức trong ngành cứu hỏa địa phương. Cổ đông lớn thứ hai, nắm giữ 55% cổ phần của Công ty Thụy Hải là cựu giám đốc Tập đoàn dầu khí Sinochem Thiên Tân, ông Du Học Vĩ. Bằng mối quan hệ rộng khắp trong ngành công nghiệp hậu cần hóa chất, kết hợp với mối quan hệ chính trị của Đổng Xã Hiên, Du - Đổng đã lấy được những chứng nhận cần thiết cho Công ty Thụy Hải hoạt động.
Trung Quốc cũng đang điều tra người đứng đầu cơ quan giám sát an toàn lao động - người đã cho phép nhiều doanh nghiệp hoạt động mà không có giấy phép hóa chất nguy hiểm.
Lãnh đạo thành phố Thiên Tân, ông Huang Xinggua, tuyên bố với báo chí, tất cả các công ty hóa chất đều sẽ phải di dời để bảo đảm khoảng cách tối thiểu 25 km so với quận cảng Binhai. Nhiều tòa nhà dân cư và một bến tàu nằm gần nhà kho hơn so với quy định của Trung Quốc về lưu kho vật liệu độc hại. Vài trăm người sống gần hiện trường đang đòi chính phủ bồi thường hoặc mua lại tài sản của họ bị hư hại hoặc bị phá hủy trong vụ nổ kho hóa chất.

## Liên kết
- Một đoạn video của vụ nổ qua Telegraph (UK)
- Ruihai Logistics Lưu trữ ngày 12 tháng 8 năm 2015 tại Wayback Machine (Trang chủ, tiếng Trung)